# Deinococcus radiodurans
Deinococcus radiodurans is een bacterie die behoort tot de orde Deinococcales en de stam Deinococcus-Thermus. De soort behoort verder tot het geslacht Deinococcus. 

## Naam en indeling
De wetenschappelijke naam van de soort werd voor het eerst voorgesteld door Brooks  en Robert G. E. Murray in 1981. De soortaanduiding radiodurans betekent vrij vertaald 'radio-minnend' en slaat op de tolerantie voor radiostraling. De wetenschappelijke geslachtsnaam Deinococcus betekent vrij vertaald 'vreselijke korrel'; δεινός (deinos) = vreselijk en κόκκος (kokkos) = korrel.

## Kenmerken
Deinococcus radiodurans bereikt een grootte van 1 à 2 µm. De bacterie is een polyextremofiel; dit betekent dat het verschillende extreme omgevingen kan overleven. 
Deinococcus radiodurans leeft in de grond en in uitwerpselen maar kan ook worden aangetroffen in kernreactoren. De bacterie kan in extreme omstandigheden overleven doordat de cel meerdere kopieën van zijn genoom bezit. Zolang er één genoom intact blijft, is de soort in staat om te overleven. Deinococcus radiodurans beschikt bovendien over een zeer efficiënt DNA-reparatiesysteem. 